# 今村久仁人
今村 久仁人（いまむら くにと、1970年2月10日 - ）は、日本のお笑い芸人、放送作家。ピーピングトムのツッコミ担当。相方は桑原貞雄。放送作家時には「今村クニト」と名乗る。

## 来歴
兵庫県立川西緑台高等学校卒業。
1浪を経験し入学した松山大学の主催するキャンプ、グリーンキャンプで桑原と知り合う。同年5月にパンクバンドとしてピーピングトムが誕生。また12月に「ロックフェスティバルIN松山」にて審査員特別賞を受賞。オリジナル曲に「中退ロック」がある。
1990年12月6日、ビジーフォーのディナーショーの影響によってコミックバンドを目指すが、2日後には桑原と今村の2人のみになってしまい、1年半の活動にピリオドを打つ。しかしその翌日、ダンス甲子園や風見しんごの「涙のtake a chance」に影響され、ダンスチームとしてのピーピングトムになる。1991年9月、周囲の反対を押し切り、松山大学を中退する。
このような紆余曲折を経て、とうとう1993年3月31日にお笑いコンビとしてのピーピングトムとなった。その1ヵ月後に、渡辺プロダクションで「犬とサラリーマン」というネタで初のネタ見せを行う。今村曰く「少しウケた」という。翌年の1994年にオールナイトフジ・リターンズの若手芸人勝ち抜きコーナーで5週勝ち抜きを達成。また、新宿ビブランシアターでアンバランスとの合同コントライブを行う。
1995年、NHK新人演芸大賞の演芸部門大賞で東京代表としてノミネートされる。
1996年、原宿クエストホールで東京GAG FACTORY公演を行う。1997年には初めて単独のトークライブを行った。
他に、「のぞき屋ダイナマイト」（のち「暗闇の目撃者」）というキャッチコピーで『タモリのボキャブラ天国』シリーズなどに出演。ホストのような容姿で人気があったが、ベスト10の壁は厚く評価は得られなかった。特に交友が深かったのはプリンプリンとBOOMER。
2024年4月、同年2月に経営難で閉園したあわしまマリンパークの運営会社の株式を取得し、自ら社長に就任したことが明らかになった。既に都内のある企業とスポンサーとして支援を受ける話が進んでいる一方で、運営再開に向けては施設の所有権問題などが残っており、早期にそれらの問題を解消し再開にこぎつけたい考えを示している。

## 人物・エピソード
- 兵庫県養父市出身。身長173cm、血液型はA型。既婚で子持ち。
- ピーピングトムのバンドを組んだ時のボーカル。
- 済生会病院で生まれたときの体重が3950gでその病院のトップだった。姉も3900gあった。
- 2月10日9時に生まれたためク(9)ニ(2)ト(10)と名付けられた。
- 学生時代、野球をやろうと思っていたが、受付がいっぱいで間に合わずサッカーをすることになった。
- 非常にモテたため、22歳で女にV-MAXを買ってもらうが本人はことごとく否定。ちなみにネタ合わせの翌日にそのバイクを盗まれた。
- ラ・ママのダメ出し会でコント赤信号から「晩年型」と言われた。
- 名古屋で営業をしているときに誕生日を迎えた際、ゴルゴ松本から誕生日祝いとしてテレホンクラブに無理矢理入れられた。
- ボキャブラ天国で行き詰ったとき、雨の日のタクシーで桑原貞雄に「石油を一緒に掘りに行こう」と相談するも、「俺行けへんで」とけんもほろろに断られた。
- ゴルゴ松本に退屈しのぎで鼻に大福を詰められたことがある。
- 好きな芸能人は原田知世と木下あゆ美。好きなものは、エビフライ、映画「バック・トゥ・ザ・フューチャー」、ガンダムシリーズ、阪神タイガース、宝塚歌劇団など。嫌いなものは、パイナップル。
- 20代の頃は痩せていたが、急激に太ってしまい、桑原貞雄に池中玄太80キロと揶揄された。ちなみに2004年3月18日当時の体脂肪率は23.5%、内臓脂肪は11。2006年1月26日当時の体重は82kg。

## 放送作家としての担当番組
- ワンステップ（TBSテレビ）
- 飛び出せ!科学くん（TBSテレビ）
- ミルベキ!（TBSテレビ）
- それゆけ!ダイダマン（テレビ朝日）
- フットンダ（中京テレビ）
- 森田一義アワー 笑っていいとも!（フジテレビ） - 水曜日担当。
- 中居正広の(生)スーパードラマフェスティバル（フジテレビ）
- 爆笑レッドシアター（フジテレビ）
- 久保みねヒャダこじらせナイト（フジテレビ）
- 中居正広のこうして私はやっちゃいました! 神センス☆塩センス!  (フジテレビ)
- THE TIME,（TBSテレビ）（月曜～木曜）
- 情報7daysニュースキャスター（TBSテレビ）

## 出演番組

### レギュラー番組
- 爆笑BOOING（関西テレビ） - 勝ち抜きはならず。
- GAHAHA王国（テレビ朝日）
- ピーピングトムのおもちゃ箱
- タモリのボキャブラ天国（フジテレビ）
- ものまねバトル大賞（日本テレビ）
- はばたけ!ペンギン（TBSテレビ）
- ピーピングトムのおまたせしました（岩手めんこいテレビ） - 初の冠番組。
- のぞかレディオ（TOKYO FM）
- ピーピングトムのdigio GANG!FRIDAY（スターデジオ）
- ピートム.Comic Jack（ABCラジオ）

### ゲスト出演および単発・不定期番組
- OH!パイレーツ（読売テレビ）
- あの娘に逢いたい（テレビ東京）
- ドリフ大爆笑（フジテレビ） - ドリフ大爆笑'95・若手芸人のショートコントのゲスト。
- 新春かくし芸大会（フジテレビ） - 第36回、第38回に出演。
- ヤングのウ・フ・フ（テレビ東京、1995年11月）
- オールスター感謝祭95秋（TBS）
- 今夜もハレホレ（TBS）
- ハレホレバーレスク（TBS）
- 爆笑オンエアバトル（NHK） - 戦績1勝0敗 最高384KB。

### 映画
- ネプチューン in どつきどつかれ（ギャガ・コミュニケーションズ、1998年）

### テレビドラマ
- プリズンホテル（テレビ朝日、1999年）
- プリズンな人々（テレビ朝日、1999年）
- 救急ハート治療室（関西テレビ、1999年）
- プラトニック・セックス（フジテレビ、2001年）

### 舞台
- OUT OF ORDER
- OUT OF ORDER 笑うな!